# جيفوليتو
جيفوليتو هي كومونا (بلدية) في مدينة تورينو الحضرية في المنطقة الإيطالية بيدمونت ، وتقع على بعد حوالي 20 كيلومتر (12 ميل) شمال غرب تورين .
وهي تقع عند سفح التضاريس الأولى لجبال Graian Alps من سهل تورينو ، مع ارتفاعات مثل مونتي ليرا على 1,368 متر (4,488 قدم) فوق مستوى سطح البحر. وتحتضن جيفوليتو محمية مادونا ديلا نيف الطبيعية ، والتي تم إنشاؤها للمحفاظة على Euphorbia gibelliana ، وهو أحد أنواع النبات الذي ينمو في هذه المنطقة حصراً.
تشهد المدينة عادةً في فصل الشتاء بعض الأيام المُثلِجة ، وعدة أيام أيضاً مع درجات حرارة تحت الصفر.